# 玫瑰疹
玫瑰疹（roseola）古时中国称奶疹、假麻疹，是一种常见于6个月到3岁之间幼儿的疾病。根据最近中国大陆的数据，此病发病率高达98.2%。虽然早在二十世纪四十年代就开始怀疑是由于病毒引起的疾病，但是直到二十世纪八十年代日本研究人员才分离出与此相关的人类疱疹6型病毒（Human Herpesvirus 6），并观察到血清中对应抗体的上升。

在高燒時臉頰會紅紅外，食慾與活動力還好，也可能有輕微咳嗽等類似上呼吸道感染症狀。有時因個人體質關係會有因高燒引起的肌肉抽筋或抽搐等類以兒童熱性痙攣或疑似癲癇，而腦波與實驗室檢驗數值通常正常。
嬰兒玫瑰疹（roseola infantum）最大特性就是出現玫瑰紅似的細小斑丘疹時，往往也是發燒漸退時，病情快到尾聲的時候，故又名 猝发疹（exanthema subitum）或 小儿急疹。

## 病徵
连续三天发急烧，高热可致39到40摄氏度。一般在三天后退烧，并有皮疹析出。病儿可获终身免疫。如果为6个月后小儿第一次突然发热，并且无流鼻涕，咳嗽，腹泻等症状，小儿精神，饮食状况尚好，则大部分可以判断为玫瑰疹。确诊可以做病毒培养，检测HHV-6病毒。需與病徵相似的上呼吸道感染，感冒，扁桃体炎等區分。

## 病因
此病为传染病。1988年日本学者首次报告从患儿淋巴细胞中分离到人疱疹病毒6型，并证实其病原体。人疱疹病毒6型(human herpes virus，HHV-6)为1986年新发现的第六种人疱疹病毒。近年来研究提示疱疹病毒6型在人群中传播广泛，尤其在婴幼儿中，除了引起幼儿急疹外，尚可引起无皮疹的发热以及肺炎、脑膜炎、脑炎肝炎等疾病。现已知HHV-6有两个亚型HHV-6A及HHV-6B，两者的核苷酸序列相似，但在病毒复制流行病学和抗原组成等方面都有差异。最近研究表明疱疹病毒7型同样可以引起幼儿急疹病。HHV-6与HHV-7病毒极易从患者唾液和血液中检出，且发现在健康人群中的血液中也可长期存在。

## 措施
本病并不需要特殊措施，一般会自动痊愈，而且极少有后遗症。但是，在发烧过程之中，需要给婴幼儿补充充足水分，防止脱水。可以采用一些物理降温的办法，如温水澡，睡冰枕，温水搽额头、四肢等。体温超过38.5摄氏度，或是幼儿精神萎靡，都可以通过单方退烧药降温。一般采用的单方退烧药有对乙酰氨基酚（撲熱息痛，百服寧，泰諾，泰诺林, Tylenol）和布洛芬（芬必得，ADVIL）。但是不能采用阿司匹林，或成分中含有阿斯匹靈的藥物，因可造成小兒雷氏症候群（Reye's syndrome）。

## 疫苗与特效药物
本病暂无疫苗。在极为少见的重症患者身上，有采用抗巨細胞病毒的药物治疗方法。

## 外部連結
- 微生物免疫學-Herpesviridae(皰疹病毒科) （页面存档备份，存于）